# 6 Brygada Artylerii Polowej (austro-węgierska)
6 Brygada Artylerii Polowej (6. Feldartilleriebrigade) – wielka jednostka artylerii armii austro-węgierskiej.

## Komendanci brygady
- gen. mjr Karol Durski-Trzaska (1907 – 1908)
- płk Karl Niemilowicz (1914)

## Dyslokacja sztabu w 1914
Garnizon Kassa.

## Skład w maju 1914
- 16 Pułk Armat Polowych
- 17 Pułk Armat Polowych
- 18 Pułk Armat Polowych
- 6 Pułk Haubic Polowych
- 6 Dywizjon Haubic Ciężkich

## Podporządkowanie w 1914
VI Korpus